# Rockmuseum Munich
Het Rockmuseum, ook wel aangevuld tot Rockmuseum Munich, is een museum in München dat gewijd is aan pop- en rockmuziek. In tegenstelling tot de naamgeving beperkt het zich niet tot rockmuziek alleen.

## Collectie en activiteiten
Het museum heeft rond drieduizend voorwerpen in de collectie die te maken hebben met de geschiedenis van de pop- en rockmuziek, inclusief fanartikelen en curiosa. De stukken maken deel uit van een privéverzameling waarvan slechts een deel wordt getoond.
Te zien is onder meer kleding die Freddie Mercury en Jim Morrison tijdens optredens hebben gedragen, de spiegelpiano van Elton John en gesigneerde gitaren van The Rolling Stones, Metallica, Kiss, Frank Zappa en ZZ Top.
Verder worden foto's, entreebewijzen, backstagepassen, documenten en andere voorwerpen getoond, waaronder een aanmelding van Jimi Hendrix voor een kamer in een hotel in München.
Het museum organiseert er geregeld rockconcerten naast.

## Achtergrond
Het is gevestigd in de Olympiatoren en noemt zichzelf het hoogste rockmuseum van de wereld. Het museum werd in 2004 geopend.